# Alexis Littré
Alexis Littré, född 17 juli 1654, död 3 februari 1726, fransk anatom och kirurg.
Han studerade först i Montpellier och sedan i Paris, där han också föreläste i anatomi i 15 år. 1691 doktorerade han och åtta år senare upptogs han i Académie des sciences.
Littré publicerade under sin karriär cirka 30 artiklar och han har givit namn åt Littrés körtlar.